# Anserville
Anserville és un municipi francès, situat al departament de l'Oise i a la regió dels Alts de França. L'any 2007 tenia 478 habitants.

## Demografia

### Població
El 2007 la població de fet d'Anserville era de 478 persones. Hi havia 177 famílies de les quals 28 eren unipersonals (8 homes vivint sols i 20 dones vivint soles), 56 parelles sense fills, 81 parelles amb fills i 12 famílies monoparentals amb fills.
La població ha evolucionat segons el següent gràfic:
Habitants censats

### Habitatges
El 2007 hi havia 199 habitatges, 177 eren l'habitatge principal de la família, 17 eren segones residències i 5 estaven desocupats. 190 eren cases i 6 eren apartaments. Dels 177 habitatges principals, 159 estaven ocupats pels seus propietaris, 13 estaven llogats i ocupats pels llogaters i 5 estaven cedits a títol gratuït; 2 tenien una cambra, 3 en tenien dues, 24 en tenien tres, 53 en tenien quatre i 95 en tenien cinc o més. 154 habitatges disposaven pel capbaix d'una plaça de pàrquing. A 67 habitatges hi havia un automòbil i a 100 n'hi havia dos o més.

### Piràmide de població
La piràmide de població per edats i sexe el 2009 era:
| Homes | Edats   | Dones |
| ----- | ------- | ----- |
| 0     | 95 o +  | 0     |
| 0     | 90 a 94 | 4     |
| 0     | 85 a 89 | 4     |
| 0     | 80 a 84 | 0     |
| 12    | 75 a 79 | 12    |
| 8     | 70 a 74 | 12    |
| 4     | 65 a 69 | 12    |
| 8     | 60 a 64 | 4     |
| 4     | 55 a 59 | 20    |
| 24    | 50 a 54 | 32    |
| 12    | 45 a 49 | 20    |
| 20    | 40 a 44 | 16    |
| 12    | 35 a 39 | 12    |
| 8     | 30 a 34 | 20    |
| 8     | 25 a 29 | 12    |
| 0     | 20 a 24 | 12    |
| 28    | 15 a 19 | 8     |
| 8     | 10 a 14 | 20    |
| 8     | 5 a 9   | 24    |
| 4     | 0 a 4   | 8     |

## Economia
El 2007 la població en edat de treballar era de 328 persones, 248 eren actives i 80 eren inactives. De les 248 persones actives 234 estaven ocupades (121 homes i 113 dones) i 14 estaven aturades (5 homes i 9 dones). De les 80 persones inactives 30 estaven jubilades, 32 estaven estudiant i 18 estaven classificades com a «altres inactius».

### Ingressos
El 2009 a Anserville hi havia 175 unitats fiscals que integraven 451,5 persones, la mediana anual d'ingressos fiscals per persona era de 25.109 €.

### Activitats econòmiques
Dels 21 establiments que hi havia el 2007, 1 era d'una empresa de fabricació d'altres productes industrials, 4 d'empreses de construcció, 5 d'empreses de comerç i reparació d'automòbils, 3 d'empreses d'hostatgeria i restauració, 1 d'una empresa d'informació i comunicació, 1 d'una empresa immobiliària, 4 d'empreses de serveis, 1 d'una entitat de l'administració pública i 1 d'una empresa classificada com a «altres activitats de serveis».
Dels 7 establiments de servei als particulars que hi havia el 2009, 1 era un paleta, 1 fusteria, 1 lampisteria, 1 perruqueria i 3 restaurants.
L'únic establiment comercial que hi havia el 2009 era una llibreria.
L'any 2000 a Anserville hi havia 5 explotacions agrícoles.

## Equipaments sanitaris i escolars
El 2009 hi havia una escola elemental integrada dins d'un grup escolar amb les comunes properes formant una escola dispersa.

## Poblacions més properes
El següent diagrama mostra les poblacions més properes.